# 辛海棉
辛海棉樞機（英語：Cardinal Jaime Lachica Sin，1928年8月31日—2005年6月21日）是天主教的樞機和前天主教馬尼拉總教區總主教。他被認為是菲律賓的兩次社會運動－第一次和第二次的「人民力量革命」的精神領袖。
他是第三位由當地人担任的菲律宾馬尼拉总主教。在很多个世纪以来，这一职务一直由西班牙、美国和爱尔兰人担当。他在2003年9月15日辭去馬尼拉總主教的職務，由高登西奧·羅薩萊斯 接任。
2005年6月21日上午6時15分，辛海棉樞機因肾衰竭逝世，享壽76岁。 

## 簡歷
辛海绵出生于菲律宾阿克蘭省的新華盛頓。父親胡安·辛（Juan Sin）為生於中國福建省廈門的华人，母親马克西马·拉希卡（Maxima Lachica）為阿克蘭當地人。 他在家中十六個小孩中排行第七。爾後他进入神学院学习，並在1954年4月3日在天主教哈羅總教區成為神父。1960年2月29日，他被授與蒙席（Domestic Prelate）頭銜。
1967年二月十日被指派為雅羅總教區輔理主教，同年3月18日晉牧，領Obba教區銜。1972年3月15日他獲任命為雅羅總教區助理主教，領Massa Lubrense教區銜。1972年10月8日真除為雅羅總教區總主教。
1974年1月21日，辛海棉結束了雅羅總主教的職務，轉任至馬尼拉總教區，並在同年3月19日於馬尼拉主教座堂正式接任此職。並在1976年5月24日，獲教宗保祿六世拔擢為樞機，領罗马蒙蒂圣母堂司鐸銜。 

## 民權運動的參與
1983年菲律賓爆發了被稱作「人民力量革命」的民權運動，該運動最後成功推翻菲律賓總統費迪南德·馬可仕的政權，使他與其家人及親信被迫逃離菲律賓，隨後定居於美國檀香山。在這其中辛海棉以教會領袖的身分影響輿論並批判馬可仕，並且帶領信徒們參與了主要的民運遊行。因此他與繼任為總統的的反對黨領袖阿基诺夫人和菲德尔·拉莫斯，被合稱為菲律賓人民運動的建築師。
在2001年，為了推翻總統埃斯特拉达第二次「人民力量革命」發生了。他也再次成為這場民運的精神領袖。菲律賓人宣稱總統埃斯特拉达貪污和接受賄賂。在辛海棉的支持下，群眾湧上街頭，成功地推翻了埃斯特拉达，由副總統阿羅約夫人繼任。 

## 退休與逝世
他在2003年9月15日辭退馬尼拉總主教的職務，並由高登西奧·羅薩萊斯繼任。長年飽受腎臟疾病的他，也因病未能在2005年4月到梵蒂岡出席新教宗選舉。2005年6月19日，他因不斷的高燒住進了仙範市的魯菲諾·桑托斯樞機醫學中心，最後於2005年6月21日上午6時15分因腎衰竭逝世，享壽76歲。
菲律賓政府給了他國葬的待遇，許多菲律賓人都出席了他的喪禮，最後他被下葬於馬尼拉主教座堂的地下墓穴，如同其他前任的馬尼拉總主教。

## 軼事
由於「辛樞機」的英文名（Cardinal Sin）與七宗罪一樣，辛經常會拿他的名稱來開玩笑，並把自己的家稱作「辛之家」（House of Sin，又可以翻譯作「罪過之家」，有語帶雙關的效果）。

## 牧徽

樞機時期牧徽
主教時期牧徽